# Émile Wegelin
Émile Robert Wegelin (24. december 1875 i Lyon - 26. juni 1962 smst) var en fransk roer som deltog i OL 1900 i Paris.
Wegelin vandt en sølvmedalje i roning under OL 1900 i Paris. Han kom på en andenplads i firer med styrmand i båden Club Nautique de Lyon. De andre på holdet var Charles Perrin, Daniel Soubeyran, Georges Lumpp og en ukendt styrmand.
Der blev gennemført to finaler med firer med styrmand og begge er af IOC erklæret som olympiske finaler, hvor udøverne i begge finalerne er opført som medaljevindere. I den første finalen blev medaljene fordelt sådan, Frankrig – guld og sølv, Tyskland fik bronze. I den anden finalen; Tyskland - guld og bronze, Holland fik sølv.